# Nectarinia nectarinioides
Nectarinia nectarinioides é uma espécie de ave da família Nectariniidae.
Pode ser encontrada nos seguintes países: Etiópia, Quénia, Somália e Tanzânia.